# Klaus-Peter Hildenbrand
Klaus-Peter Hildenbrand (ur. 11 września 1952 w Dörrebach) – niemiecki lekkoatleta reprezentujący RFN, specjalista biegów długodystansowych, medalista olimpijski z 1976 z Montrealu.
Zajął 8. miejsce w finale biegu na 5000 metrów na mistrzostwach Europy w 1974 w Rzymie. Był również ósmy na mistrzostwach świata w biegach przełajowych w 1975 w Rabacie.
Na igrzyskach olimpijskich w 1976 w Montrealu Hildenbrand zdobył brązowy medal w biegu na 5000 metrów, wyprzedzając po zaciętym finiszu Roda Dixona z Nowej Zelandii o 0,2 s.
Był rekordzistą RFN na tym dystansie z wynikiem 13:13,69 (5 lipca 1976 w Sztokholmie).
Klaus-Peter Hildenbrand był mistrzem RFN w biegu na 5000 metrów w 1975 i 1976 oraz brązowym medalistą w 1973 i 1980, a także mistrzem w biegu na 10 000 metrów w 1976 oraz wicemistrzem w 1980.
Rekordy życiowe:
| Konkurencja           | Data i miejsce              | Wynik    |
| --------------------- | --------------------------- | -------- |
| bieg na 1500 metrów   | 10 sierpnia 1976, Sztokholm | 3:41,43  |
| bieg na 2000 metrów   | 30 czerwca 1976, Oslo       | 5:00,6   |
| bieg na 3000 metrów   | 1 maja 1976, Bonn           | 7:47,8   |
| bieg na 5000 metrów   | 5 lipca 1976, Sztokholm     | 13:13,69 |
| bieg na 10 000 metrów | 24 maja 1980, Getynga       | 28:20,8  |